# Mahir Agva
Mahir Agva (Reutlingen, 26 giugno 1996) è un cestista tedesco con cittadinanza turca.